# John Collins (basquetebolista)
John Martin Collins III (Layton, 23 de setembro de 1997) é um jogador norte-americano de basquete profissional que atualmente joga pelo Utah Jazz da National Basketball Association (NBA).
Ele jogou basquete universitário na Universidade Wake Forest e foi selecionado pelo Atlanta Hawks como a 19ª escolha geral no draft da NBA de 2017.

## Primeiros anos
Filho de John Collins Jr. e Lyria Rissing-Collins, John nasceu em Layton, Utah. Seu pai serviu na Marinha e sua mãe estava na Força Aérea. Como resultado, a família se mudou muito durante a juventude de Collins, passando um tempo nas Ilhas Virgens, em Guam e na Turquia.
Collins frequentou a Cardinal Newman High School em West Palm Beach, Flórida. Ele foi nomeado o Jogador do Ano da Classe 4A da Flórida em seu último ano. 
Em 13 de novembro de 2014, ele assinou uma carta de intenção de jogar basquete universitário na Universidade de Wake Forest.

## Carreira universitária

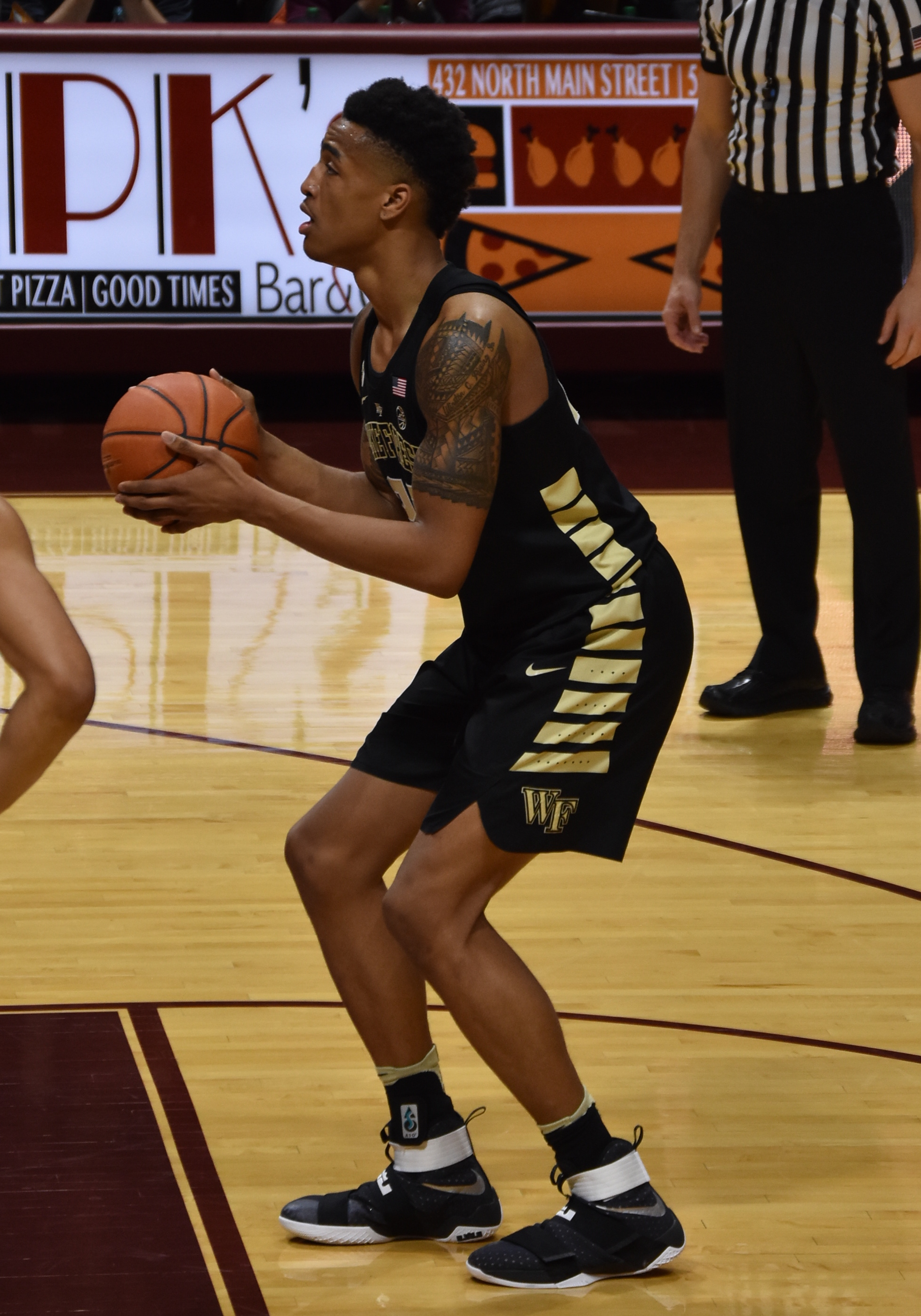
Collins na linha de lance livre em 2017

Em sua primeira temporada, Collins jogou em todos os 31 jogos e teve médias de 7.6 pontos e 3.9 rebotes em 14.4 minutos.
Em 23 de novembro de 2015, ele registrou 9 rebotes em 13 minutos contra Indiana. Em 24 de fevereiro de 2016, ele marcou 16 pontos em 20 minutos contra Notre Dame.
Em 18 de janeiro de 2017, Collins registrou 27 pontos e 7 rebotes na vitória por 96-79 contra Miami. Em 21 de janeiro de 2017, ele registrou 21 pontos e 9 rebotes na vitória por 93-88 sobre NC State. Em 23 de janeiro de 2017, Collins foi eleito o jogador da semana da Atlantic Coast Conference (ACC).
Em 31 de janeiro de 2017, Collins registrou 26 pontos e 16 rebotes na vitória de 85-80 contra Boston College. Em 4 de fevereiro de 2017, ele marcou um duplo-duplo de 20 pontos e 11 rebotes na vitória por 81-69 sobre Georgia Tech. Em 20 de fevereiro de 2017, Collins foi eleito o Jogador da Semana da ACC pela segunda vez.
Em 22 de fevereiro de 2017, Collins registrou 22 pontos e 13 rebotes na vitória por 63-59 contra o Pittsburgh. Em 2 de março de 2017, ele registrou 25 pontos e 11 rebotes em uma vitória por 88-81 contra Louisville.
Como titular em seu segundo ano, Collins liderou Wake Forest em pontuação e rebotes com médias de 19,2 pontos e 9,8 rebotes. A sequência de 20 pontos em 12 jogos é a mais longa de um jogador do Wake Forest, ao mesmo tempo em que se tornou o primeiro a registrar 600 pontos e 300 rebotes em uma temporada desde Tim Duncan em 1996–97. Seu desempenho lhe rendeu o reconhecimento como o Jogador que Mais Evoluiu na ACC e ele foi nomeado para a Primeira-Equipe da ACC.
Após a temporada, Collins entrou no draft da NBA de 2017, renunciando aos dois anos finais de elegibilidade universitária.

## Carreira profissional

### Atlanta Hawks (2017–2023)
Em 22 de junho de 2017, Collins foi selecionado pelo Atlanta Hawks como a 19ª escolha geral no draft da NBA de 2017. Em 1 de julho de 2017, ele assinou um contrato de 4 anos e US$11 milhões com os Hawks.
Durante a Summer League de 2017, ele foi selecionado para a Primeira-Equipe depois de ter médias de 15,4 pontos, 9,2 rebotes e 1,0 assistências nos cinco jogos que disputou. Mais tarde, Collins jogou em todos os cinco jogos da pré-temporada dos Hawks e teve médias de 7,6 pontos, 7,0 rebotes e 0,6 assistências em 19,2 minutos.
Em 22 de outubro de 2017, seu terceiro jogo da NBA, Collins teve sua primeiro duplo-duplo da carreira com 14 pontos e 13 rebotes em uma derrota por 116-104 para o Brooklyn Nets. Na noite seguinte, ele teve com outro duplo-duplo de 14 pontos e 11 rebotes em uma derrota por 104-93 contra o Miami Heat.
Devido a uma lesão de Luke Babbitt, Collins jogou 36 minutos e marcou 21 pontos em uma derrota de 96-85 para o San Antonio Spurs em 20 de novembro de 2017. Com Babbitt ainda de fora, Collins teve seu primeiro jogo da carreira como titular contra o Los Angeles Clippers. Embora os Hawks tenham perdido por 116-103, ele impressionou com 14 pontos, 10 rebotes, 3 assistências e 4 roubadas de bola em 37 minutos.
Até o prazo final para as trocas, em 8 de fevereiro de 2018, os Hawks tinham um recorde de 17-37. Com a pós-temporada fora de alcance, Collins viu um aumento em minutos e fez seu quinto jogo como titular da temporada em 14 de fevereiro. Além de dois jogos perdidos em março devido a uma lesão no tornozelo, ele foi titular nos Hawks no resto da temporada. Embora Atlanta tenha conseguido apenas 24 vitórias, Collins teve uma sólida campanha como novato com médias de 10,5 pontos e 7,3 rebotes. Em 22 de maio de 2018, ele foi nomeado para a Segunda-Equipe All-Rookie. 
Em 23 de janeiro de 2019, Collins registrou 35 pontos em uma vitória de 121-101 sobre o Chicago Bulls. Em 10 de abril de 2019, ele registrou 20 pontos e 25 rebotes em uma derrota de 135-134 para o Indiana Pacers.
Em 5 de novembro de 2019, Collins foi suspenso pela NBA por 25 jogos sem pagamento por violar a política antidrogas da liga. Ele testou positivo para pralmorelina, um peptídeo liberador de hormônio do crescimento (GHRP-2).
Em 23 de dezembro de 2019, Collins retornou de sua suspensão e registrou um duplo-duplo de 27 pontos e 10 rebotes em uma derrota por 121-118 para o Cleveland Cavaliers. Em 22 de fevereiro de 2020, ele registrou 35 pontos e 17 rebotes em uma vitória por 111-107 contra o Dallas Mavericks. Em 9 de março de 2020, Collins registrou 28 pontos e 11 rebotes na vitória por 143-138 contra o Charlotte Hornets.
Em 6 de agosto de 2021, os Hawks assinaram uma extensão de contrato de 5 anos e US$ 125 milhões com Collins.

### Utah Jazz (2023–Presente)
Em 7 de julho de 2023, Collins foi negociado com o time de sua cidade natal, o Utah Jazz, em troca de Rudy Gay e uma futura escolha de segunda rodada.

## Estatísticas da carreira

### NBA

#### Temporada regular
| Ano      | Equipe   | PJ  | PT  | MPJ  | AP   | 3P   | LL   | RT   | AS  | BR | TO  | PPJ  |
| -------- | -------- | --- | --- | ---- | ---- | ---- | ---- | ---- | --- | -- | --- | ---- |
| 2017–18  | Atlanta  | 74  | 26  | 24.1 | .576 | .340 | .715 | 7.3  | 1.3 | .6 | 1.1 | 10.5 |
| 2018–19  | Atlanta  | 61  | 59  | 30.0 | .560 | .348 | .763 | 9.8  | 2.0 | .4 | .6  | 19.5 |
| 2019–20  | Atlanta  | 41  | 41  | 33.2 | .583 | .401 | .800 | 10.1 | 1.5 | .8 | 1.6 | 21.6 |
| 2020–21  | Atlanta  | 63  | 63  | 29.3 | .556 | .399 | .833 | 7.4  | 1.2 | .5 | 1.0 | 17.6 |
| 2021–22  | Atlanta  | 54  | 53  | 30.8 | .526 | .364 | .793 | 7.8  | 1.8 | .6 | 1.0 | 16.2 |
| 2022–23  | Atlanta  | 71  | 71  | 30.0 | .508 | .292 | .803 | 6.5  | 1.2 | .6 | 1.0 | 13.1 |
| 2023–24  | Utah     | 68  | 66  | 28.0 | .532 | .371 | .795 | 8.5  | 1.1 | .6 | .9  | 15.1 |
| Carreira | Carreira | 432 | 379 | 29.3 | .548 | .359 | .785 | 8.2  | 1.4 | .5 | 1.0 | 16.2 |

#### Play-In
| Ano  | Equipe  | PJ | PT | MPJ  | AP   | 3P   | LL   | RT  | AS  | BR | TO | PPJ  |
| ---- | ------- | -- | -- | ---- | ---- | ---- | ---- | --- | --- | -- | -- | ---- |
| 2023 | Atlanta | 1  | 1  | 22.5 | .500 | .250 | .333 | 4.0 | 2.0 | .0 | .0 | 10.0 |

#### Playoffs
| Ano      | Equipe   | PJ | PT | MPJ  | AP   | 3P   | LL   | RT  | AS  | BR | TO  | PPJ  |
| -------- | -------- | -- | -- | ---- | ---- | ---- | ---- | --- | --- | -- | --- | ---- |
| 2021     | Atlanta  | 18 | 18 | 32.0 | .549 | .357 | .833 | 8.7 | .9  | .4 | .6  | 13.9 |
| 2022     | Atlanta  | 5  | 4  | 24.3 | .487 | .364 | .500 | 4.6 | 1.2 | .4 | .2  | 9.4  |
| 2023     | Atlanta  | 6  | 6  | 27.4 | .433 | .344 | .833 | 4.3 | .8  | .3 | 1.0 | 11.3 |
| Carreira | Carreira | 29 | 28 | 27.8 | .489 | .355 | .722 | 5.8 | .9  | .3 | .6  | 11.5 |

### Universidade
| Ano      | Equipe      | PJ | PT | MPJ  | AP   | 3P   | LL   | RT  | AS  | BR  | TO  | PPJ  |
| -------- | ----------- | -- | -- | ---- | ---- | ---- | ---- | --- | --- | --- | --- | ---- |
| 2015–16  | Wake Forest | 31 | 1  | 14.4 | .547 | –    | .691 | 3.9 | .2  | .3  | .7  | 7.3  |
| 2016–17  | Wake Forest | 33 | 33 | 26.6 | .622 | .000 | .745 | 9.8 | .5  | .6  | 1.6 | 19.2 |
| Carreira | Carreira    | 64 | 34 | 20.5 | .584 | .000 | .718 | 6.8 | 0.3 | 0.4 | 1.1 | 13.2 |

Fonte: